# هاشم تقدیری سبزواری
هاشم تقدیری سبزواری (زاده ۱۳۰۴ سبزوار – درگذشته ۱۳۷۵ قم) مدرس حوزه علمیه قم و خوانسار و از مؤسسان  انجمن تبلیغات اسلامی در سبزوار بود.

## پیشینه
وی در پنجم آبان ۱۳۰۴ هجری شمسی در سبزوار در خانواده ای متدیّن و مذهبی به دنیا آمد. پدر وی غلامحسین که مردی زاهد بود، شغل کفاشی داشت و به عنوان کمک‌کار به پدرش در کفاشی کمک می‌کرد.
پشتکار وی در یادگیری، علمای سبزوار را به اندیشه واداشت تا زمینه پرورش علمی و اخلاقی وی را فراهم سازند. پس با دشواری، پدر او را متقاعد کردند تا فرزندش در حوزه علمیه مشغول به تحصیل شود.

## تحصیلات
وی به حوزه علمیه سبزوار، وارد می‌شود و مقدمات حوزه علمیه را می‌آموزد و فقه و اصول فقه و منطق و فلسفه را، نزد علمایی همچون: قاضی، فاضل هاشمی و چندی دیگر از علما معروف سبزوار، فرا می‌گیرد.
هجرت اول:
وی پس از فراگیری علوم در سبزوار، به مشهد رهسپار می‌شود و سطوح حوزه علمیه را در آنجا به اتمام می‌رساند. سپس به سبزوار بر می‌گردد و به اقامه نماز جماعت و سایر خدمات دینی مشغول می‌شود.
هجرت دوم:
وی در سال ۱۳۳۲ هجری شمسی، برای ادامه تحصیل به قم مهاجرت می‌کند.
در حوزه علمیه قم، در دروس فقه و اصول سید حسین طباطبایی بروجردی، شرکت می‌کند و با آغاز دروس سید روح‌الله خمینی، در زمره شاگردان وی نیز وارد می‌شود و همچنین از دروس فلسفه سید محمدحسین طباطبایی، استفاده می‌کند.
فراوانی هجرت های وی سبب شد به او لقب اسوه هجرت داده شود.

## خدمات اجتماعی و فرهنگی و سیاسی
وی با پیروزی انقلاب اسلامی، برخی مسئولیت‌ها را قبول کرد که عبارتند از:
- تدریس: به دلیل روحیات علمی و تحصیلی، از سال ۶۲ به جهت تدریس در حوزه علمیه خوانسار، دعوت شد.
- ریاست دادگاه‌های سمنان، خمین و میانه
- امامت جمعه سنقر کلیایی، به مدت دو سال
- بازرسی قضایی قوه قضاییه
- وی پس از ارائه دیدگاه حکومت اسلامی از سوی سید روح‌الله خمینی در سال ۱۳۴۲ هجری شمسی، به تبلیغ و ترویج اندیشه‌های او و موضع‌گیری صریح در برابر نظام طاغوت پرداخت. به این جهت، چند ماه از سوی مأموران ساواک دستگیر و به زندان قزل قلعه تهران منتقل گردید.[۹]

## تأسیس انجمن تبلیغات اسلامی سبزوار
وی علاوه بر فعالیت‌های علمی و سیاسی اجتماعی و فرهنگی با همکاری فخرالدین حجازی و حمید سبزواری، انجمن تبلیغات اسلامی سبزوار را تأسیس کردند.

## تدریس
وی در حوزه علمیه فخریه به سبب اشتیاقش به ادبیات عرب و عجم، به درجه استادی رسید. وی سال‌ها به تدریس فقه و اصول و فلسفه و کلام و تفسیر اشتغال داشت و محفل خصوصی برپا می‌کرد.
هجرت سوم:
به دعوت سید محمدعلی ابن الرضا خوانساری، برای تدریس به خوانسار مهاجرت کرد و ۱۳ سال به تدریس و تبلیغ مشغول بود.

## هم بحث‌ها
وی با افرادی همچون: عبدالله جوادی آملی، محمدحسن مرتضوی لنگرودی، جلال طاهر شمس گلپایگانی و محصلی سبزواری به مباحثه علمی و فکری می‌پرداخت.

## استادان
در سبزوار:
- میرزا آقا فاضل هاشمی
- قاضی[۱۲]

در قم:
- سید روح‌الله خمینی
- سید حسین طباطبایی بروجردی
- سید محمدحسین طباطبایی
- مرتضی حائری یزدی
- میرزا هاشم آملی[۱۳][۱۴]

## آثار
آثار قلمی وی زیاد نمی‌باشد و به شرح زیر است:
- تقریرات دروس برخی از استادان حوزه علمیه که کامل نمی‌باشد.
- دفترهای یادداشت‌های موضوعی در معارف، اشعار و تاریخ.
- تحریر بیانات وعظ و اشعار مذهبی و تفسیری، که به وسیله شاگردان انجام شده‌است.[۱۵]

## درگذشت
وی در ۲۸ آبان ۱۳۷۵ درگذشت. مراسم تشییع وی با حضور مراجع تقلید و طلاب و افراد دیگر، از مسجد امام حسن عسکری قم، به سمت حرم فاطمه معصومه برگزار گردید. نماز میّت وی به امامت سید موسی شبیری زنجانی، اقامه شد و در صحن اتابکی حرم فاطمه معصومه دفن شد.